# Добаш каштановий
Доба́ш каштановий (Picumnus cinnamomeus) — вид дятлоподібних птахів родини дятлових (Picidae). Мешкає в Колумбії і Венесуелі..

## Підвиди
Виділяють чотири підвиди:
- P. c. cinnamomeus Wagler, 1829 — узбережжя північної Колумбії;
- P. c. perijanus Zimmer, JT & Phelps, 1944 — північно-західна Венесуела (на північний захід від озера Маракайбо, зокрема на півострові Гуахіра);
- P. c. persaturatus Haffer, 1961 — північ центральної Колумбії;
- P. c. venezuelensis Cory, 1913 — захід центральної Венесуели (південне і східне узбережжя озера Маракайбо).

## Поширення і екологія
Каштанові добаші живуть в сухих тропічних лісах і чагарникових заростях, у вологих тропічних і мангрових лісах, на луках і плантаціях. Зустрічаються на висоті до 300 м над рівнем моря.